# Bobsleigh nos Jogos Olímpicos de Inverno de 2014 - Equipes masculinas
A competição por equipes masculinas do bobsleigh nos Jogos Olímpicos de Inverno de 2014 foi disputada no Centro de Sliding Sanki localizado na Clareira Vermelha, em Sóchi, entre 22 e 23 de fevereiro.
O trenó da Rússia formado por Alexandr Zubkov, Dmitry Trunenkov, Alexey Negodaylo e Alexey Voyevoda originalmente conquistou a medalha de ouro, mas foi desclassificado em 24 de novembro de 2017 após Zubkov ser flagrado no antidoping. Trunenkov, Negodaylo e Voyevoda também foram punidos posteriormente pelas mesmas violações no antidoping. As medalhas foram realocadas pela Federação Internacional de Bobsleigh e Skeleton.

## Medalhistas
|  | LAT Letônia                                                      |  | USA Estados Unidos                                               |  | GBR Grã-Bretanha                                          |
|  | Oskars Melbārdis Arvis Vilkaste Daumants Dreiškens Jānis Strenga |  | Steven Holcomb Steven Langton Curtis Tomasevicz Christopher Fogt |  | John James Jackson Bruce Tasker Stuart Benson Joel Fearon |

## Resultados
| Pos.              | Bib | País | 1ª descida | 2ª descida | 3ª descida | 4ª descida | Total       | Diferença |
| ----------------- | --- | --- | ---------- | ---------- | ---------- | ---------- | ----------- | --------- |
| Medalha de ouro   | 7   | LAT Letônia (LAT-1) Oskars Melbārdis Arvis Vilkaste Daumants Dreiškens Jānis Strenga                                                                        | 55.10      | 55.13      | 55.15      | 55.31      | 3:40.69     | +0.09     |
| Medalha de prata  | 2   | USA Estados Unidos (USA-1) Steven Holcomb Steven Langton Curtis Tomasevicz Christopher Fogt                                                                 | 54.89      | 55.47      | 55.30      | 55.33      | 3:40.99     | +0.39     |
| Medalha de bronze | 12  | GBR Grã-Bretanha (GBR-1) John James Jackson Bruce Tasker Stuart Benson Joel Fearon                                                                          | 55.26      | 55.27      | 55.31      | 55.26      | 3:41.10     | +0.50     |
| 4                 | 1   | GER Alemanha (GER-1) Maximilian Arndt Alexander Rödiger Marko Hübenbecker Martin Putze                                                                      | 54.88      | 55.47      | 55.47      | 55.60      | 3:41.42     | +0.82     |
| 5                 | 4   | GER Alemanha (GER-3) Thomas Florschütz Kevin Kuske Joshua Bluhm Christian Poser                                                                             | 55.06      | 55.42      | 55.47      | 55.53      | 3:41.51     | +0.91     |
| 6                 | 11  | SUI Suíça (SUI-1) Beat Hefti Jürg Egger Alex Baumann Thomas Lamparter                                                                                       | 55.21      | 55.34      | 55.60      | 55.60      | 3:41.75     | +1.15     |
| 7                 | 9   | CAN Canadá (CAN-2) Lyndon Rush David Bissett Lascelles Brown Neville Wright                                                                                 | 55.35      | 55.43      | 55.60      | 55.38      | 3:41.76     | +1.16     |
| 8                 | 8   | GER Alemanha (GER-2) Francesco Friedrich Gregor Bermbach Jannis Bäcker Thorsten Margis                                                                      | 55.15      | 55.43      | 55.81      | 55.41      | 3:41.80     | +1.20     |
| 9                 | 14  | NED Países Baixos (NED-1) Edwin van Calker Sybren Jansma Bror van der Zijde Arno Klaassen                                                                   | 55.55      | 55.57      | 55.82      | 55.75      | 3:42.69     | +2.09     |
| 10                | 13  | USA Estados Unidos (USA-2) Nick Cunningham Johnny Quinn Justin Olsen Dallas Robinson                                                                        | 55.61      | 55.48      | 55.97      | 55.64      | 3:42.70     | +2.10     |
| 11                | 5   | CAN Canadá (CAN-1) Christopher Spring James McNaughton Timothy Randall Bryan Barnett                                                                        | 55.50      | 56.70      | 55.88      | 55.76      | 3:42.84     | +2.24     |
| 12                | 16  | LAT Letônia (LAT-2) Oskars Ķibermanis Helvijs Lūsis Raivis Broks Vairis Leiboms                                                                             | 55.68      | 55.52      | 55.97      | 55.81      | 3:42.98     | +2.38     |
| 13                | 15  | RUS Rússia (RUS-3) Nikita Zakharov Nikolay Khrenkov Petr Moiseev Maxim Mokrousov                                                                            | 55.74      | 55.53      | 55.88      | 55.91      | 3:43.06     | +2.46     |
| 14                | 19  | CZE República Checa (CZE-1) Jan Vrba Dominik Dvořák Dominik Suchý Michal Vacek                                                                              | 55.95      | 55.47      | 55.95      | 55.80      | 3:43.17     | +2.57     |
| 15                | 22  | FRA França (FRA-1) Loïc Costerg Florent Ribet Romain Heinrich Elly Lefort                                                                                   | 55.82      | 55.68      | 55.91      | 55.77      | 3:43.18     | +2.58     |
| 16                | 17  | ITA Itália (ITA-1) Simone Bertazzo Samuele Romanini Simone Fontana Francesco Costa                                                                          | 55.78      | 55.73      | 56.06      | 55.88      | 3:43.45     | +2.85     |
| 17                | 18  | GBR Grã-Bretanha (GBR-2) Lamin Deen Andrew Matthews John Baines Ben Simons                                                                                  | 55.91      | 55.60      | 56.06      | 55.95      | 3:43.52     | +2.92     |
| 18                | 21  | KOR Coreia do Sul (KOR-1) Won Yun-jong Jun Jung-lin Suk Young-jin Seo Young-woo                                                                             | 56.12      | 55.97      | 56.25      | 55.88      | 3:44.22     | +3.62     |
| 19                | 24  | AUT Áustria (AUT-1) Benjamin Maier Markus Sammer Stefan Withalm Angel Somov                                                                                 | 56.25      | 56.11      | 56.27      | —          | 2:48.63     | —         |
| 20                | 23  | AUS Austrália (AUS-1) Heath Spence Duncan Harvey Gareth Nichols Lucas Mata                                                                                  | 56.20      | 56.21      | 56.23      | —          | 2:48.64     | —         |
| 21                | 30  | FRA França (FRA-2) Thibault Godefroy Vincent Ricard Jérémy Baillard Jérémie Boutherin                                                                       | 56.37      | 56.27      | 56.35      | —          | 2:48.99     | —         |
| 22                | 25  | ROU Romênia (ROU-1) Andreas Neagu Paul Muntean Florin Cezar Crăciun Dănuț Moldovan                                                                          | 56.25      | 56.16      | 56.62      | —          | 2:49.03     | —         |
| 23                | 28  | SVK Eslováquia (SVK-1) Milan Jagnešák Lukáš Kožienka Petr Narovec Juraj Mokráš                                                                              | 56.56      | 56.37      | 56.51      | —          | 2:49.44     | —         |
| 24                | 20  | JPN Japão (JPN-1) Hiroshi Suzuki Shintaro Sato Toshiki Kuroiwa Hisashi Miyazaki                                                                             | 56.41      | 56.42      | 56.63      | —          | 2:49.46     | —         |
| 25                | 29  | KOR Coreia do Sul (KOR-2) Kim Dong-hyun Kim Sik Kim Kyung-hyun Oh Jea-han                                                                                   | 56.98      | 56.77      | 56.89      | —          | 2:50.64     | —         |
| 26                | 27  | BRA Brasil (BRA-1) Edson Bindilatti Edson Martins Odirlei Pessoni Fabio Gonçalves Silva                                                                     | 56.86      | 56.74      | 57.11      | —          | 2:50.71     | —         |
| 27                | 10  | CAN Canadá (CAN-3) Justin Kripps Cody Sorensen (descidas 1–2) Jesse Lumsden Ben Coakwell (descidas 1–2) Luke Demetre (descida 3) Graeme Rinholm (descida 3) | 55.17      | 59.91      | 55.72      | —          | 2:50.80     | —         |
| —                 | 3   | RUS Rússia (RUS-1) Alexandr Zubkov Dmitry Trunenkov Alexey Negodaylo Alexey Voyevoda                                                                        | 54.82      | 55.37      | 55.02      | 55.39      | 3:40.60 DSQ | —         |
| —                 | 6   | RUS Rússia (RUS-2) Alexander Kasjanov Maxim Belugin Ilvir Huzin Aleksei Pushkarev                                                                           | 55.11      | 55.41      | 55.29      | 55.21      | 3:41.02 DSQ | +0.42     |
| —                 | 26  | POL Polônia (POL-1) Dawid Kupczyk Michal Kasperowicz Daniel Zalewski Paweł Mróz                                                                             | 56.57      | 56.45      | 56.47      | —          | 2:49.49 DSQ | —         |

Legenda
| Recorde mundial      | Recorde mundial (World record)               |                       | Recorde africano                      | Recorde africano (African) |                                           | Q | Classificado por posição (Qualified) |
| Recorde olímpico     | Recorde olímpico (Olympic record)            | Recorde da América    | Recorde da América (Americas)         | q                          | Classificado por melhor tempo (Qualified) |   |                                      |
| Melhor marca do ano  | Melhor marca do ano (World leading)          | Recorde asiático      | Recorde asiático (Asian)              | DNS                        | Não largou (Did not start)                |   |                                      |
| Recorde nacional     | Recorde nacional (National record)           | Recorde europeu       | Recorde europeu (European)            | DNF                        | Não terminou (Did not finish)             |   |                                      |
| Recorde pessoal      | Recorde pessoal do atleta (Personal best)    | Recorde da Oceania    | Recorde da Oceania (Oceania)          | DSQ / DQ                   | Desclassificado (Disqualified)            |   |                                      |
| Recorde da temporada | Recorde da temporada do atleta (Season best) | Recorde sul-americano | Recorde sul-americano (South America) | NM                         | Sem marca (No mark)                       |   |                                      |